# Ernst Mielck
Ernst Leopold Christian Mielck, född 24 oktober 1877 i Viborg, död 22 oktober 1899, var en finländsk tonsättare. Han var bror till operasångerskan Edda von Bidder-Ehrnrooth.
Mielck inledde sin musikerbana med pianolektioner vid tio års ålder. År 1891 reste han till Berlin där han studerade för Max Bruch, en av dåtidens ledande tonsättare. Mielck återvände till Finland 1896, men dog tre år senare i tuberkulos.

## Verk
- Sinfonie i f-moll op. 4 (1897)
- Dramatische Ouvertyr
- Ouvertyr till Macbeth
- Konsertstycke för violin och orkester i D-dur op. 8 (1898)
- Konsertstycke för piano och orkester i e-moll op. 9 (1898)
- Finsk svit för orkester op. 10 (1899)
- 1 Stråkkvartett
- 1 Stråkkvintett
- 3 Fantasistycken över finländska polkamotiv för piano
- Altböhmisches Weihnachtslied för blandad kör
- Altgermanisches Julfest för baryton, manskör och orkester
- sånger
- pianoverk